# Alliance of American Football
La Alliance of American Football (AAF) fue una liga de fútbol americano fundada por Charlie Ebersol y Bill Polian. La liga comenzó el 10 de febrero de 2019, una semana después de la Super Bowl LIII de la NFL y suspendió operaciones el 2 de abril debido a problemas financieros. La AAF consistió de ocho equipos en propiedad y operados centralmente. Todos salvo uno están ubicados en ciudades en o al sur del paralelo 35 y todos salvo uno en áreas metropolitanas que tienen al menos una franquicia deportiva profesional importante.

## Historia
La AAF fue anunciada el 20 de marzo de 2018 por el cineasta Charlie Ebersol. La AAF será supervisado por el exgerente general de la NFL, Bill Polian, el ex safety de los Pittsburgh Steelers, Troy Polamalu, y el ejecutivo J.K. McKay. Los asesores también incluyen al ex wide reciver de los Steelers Hines Ward, el ex defensive end de los New York Giants y los Oakland Raiders Justin Tuck, y el padre de Ebersol, el ejecutivo retirado de NBC Sports (y cofundador de la XFL original) Dick Ebersol.
Para garantizar el fútbol a nivel profesional, la AAF se dispuso a contratar entrenadores con entrenamiento profesional de fútbol americano y experiencia en campeonatos. El 7 de abril de 2018, el primer equipo, Orlando, fue anunciado con su entrenador Steve Spurrier. Para junio de 2018, la liga había anunciado sus ocho equipos inaugurales y sus ciudades. Los borradores regionales se llevarán a cabo con protección para los jugadores universitarios locales que son elegibles.
El 30 de julio de 2018, la AAF anunció que la liga había firmado a 100 jugadores. En agosto de 2018, la liga celebró la Alliance Scouting Combine en tres ubicaciones y cuatro fechas: 4 de agosto de 2018 en Los Ángeles, California; El 18 de agosto en Houston, Texas, y el 25–26 de agosto en Atlanta, Georgia. Para el 24 de agosto de 2018, se firmaron 205 jugadores. Estas fechas brindaron una oportunidad para los jugadores que fueron eliminados en la fecha límite de la lista de la NFL, y cada jugador firmó un contrato de tres años por un valor de $250,000, con incentivos basados en el rendimiento e interacción con los aficionados.
En julio de 2018, Starter, a través de G-III Sports, quien fabricó camisetas de la NFL en los años 80 y 90, fue nombrado proveedor oficial de ropa de campo y uniformes, marcando el retorno de la marca al fútbol profesional. El 20 de septiembre, la liga anunció cuatro nombres y logotipos de las franquicias de la conferencia este. Los cuatro equipos de la conferencia oeste fueron revelados cinco días después. El 16 de octubre de 2018, la AAF anunció su calendario (que indica el día y la ubicación, pero no la hora, de cada juego) que tiene dos juegos cada uno el sábado y el domingo la mayoría de los fines de semana.
Los campamentos de entrenamiento de habilidades de los QB se llevaron a cabo en el Alamodome en San Antonio del 12 al 14 de noviembre. El 27 de noviembre, la liga celebró un draft de cuatro rondas de ""Protect or Pick"" en el Esports Arena en Luxor Las Vegas y fue retrasmitido por CBS Sports Network.
La AAF comenzó su temporada inaugural de 10 semanas el 9 de febrero de 2019, 6 días después de la Super Bowl LIII. El playoff de cuatro equipos se terminaría con el juego de campeonato de la liga, cuyas dos primeras finales se disputarán en el estadio Sam Boyd en Las Vegas, planeada la primera de ellas para el fin de semana del 26 al 28 de abril de 2019. Si la AAF sobrevivía para alcanzar su segunda temporada, se encontraría en competencia directa con la reaparición de la XFL, que se anunciaba para comenzar a jugar en 2020.

### Liquidación y cierre
En el 2 de abril de 2019, la AAF suspendió sus operaciones; los jugadores de la liga se convirtió en elegible para firmar con los equipos de la NFL dos días después. En el momento de la suspensión de la liga, se jugaban ocho semanas de partidos; los jugadores de la liga fueron desalojados de sus hoteles y perdieron su seguro de salud, que fue necesario para cubrir sus gastos médicos. Todos de los empleados de la liga fueron notificado que sus posiciones fueron terminados a partir del 3 de abril sin ningún tipo de indemnización por despido.
En el 17 de abril de 2019, la liga se declaró en bancarrota del capítulo 7 en la corte de bancarrota del distrito este de Texas; la liga tenía $560.000 en dinero efectivo, $17 mil millones en activos, y $48,3 mil millones en pasivos. La liga incluyó los contratos de sus jugadores como una parte de sus activos; los jugadores no pudieron unir la CFL debido a la bancarrota de la AAF.

## Equipos
| Club                   | Ciudad                | Estadio                       | Capacidad        | Primera temporada | Head Coach       |                  |                  |
| Conferencia Este       | Conferencia Este      | Conferencia Este              | Conferencia Este | Conferencia Este  | Conferencia Este | Conferencia Este | Conferencia Este |
| ---------------------- | --------------------- | ----------------------------- | ---------------- | ----------------- | ---------------- | ---------------- | ---------------- |
| Atlanta Legends        | Atlanta, Georgia      | Georgia State Stadium         | 24,333           | 2019              | Kevin Cleoy      |                  |                  |
| Birmingham Iron        | Birmingham, Alabama   | Legion Field                  | 71,594           | 2019              | Tim Lewis        |                  |                  |
| Memphis Express        | Memphis, Tennessee    | Liberty Bowl Memorial Stadium | 58,325           | 2019              | Mike Singletary  |                  |                  |
| Orlando Apollos        | Orlando, Florida      | Spectrum Stadium              | 44,206           | 2019              | Steve Spurrier   |                  |                  |
| Conferencia Oeste      |                       |                               |                  |                   |                  |                  |                  |
| Arizona Hotshots       | Tempe, Arizona        | Sun Devil Stadium             | 57,078           | 2019              | Rick Neuheisel   |                  |                  |
| Salt Lake Stallions    | Salt Lake City, Utah  | Rice–Eccles Stadium           | 45,807           | 2019              | Dennis Erickson  |                  |                  |
| San Antonio Commanders | San Antonio, Texas    | Alamodome                     | 64,000           | 2019              | Mike Riley       |                  |                  |
| San Diego Fleet        | San Diego, California | SDCCU Stadium                 | 70,561           | 2019              | Mike Martz       |                  |                  |

## Rosters de cada equipo
Los equipos tendrán 52 jugadores en cada plantilla, los jugadores son seleccionados en varias fases de afilicación dependiendo de los equipos donde hayan jugado antes y además los QB son elegidos en un draft.
- Para la primera fase los equipos seleccionan los jugadores en referencia a los collage que han jugado dentro del radio de donde es el equipo, por lo que hay varias universidades que se quedan fuera del radio de elección de jugadores
- Para la segunda fase los equipos tienen asociados 4 equipos de la NFL y 1 o 2 de la CFL, por lo que los equipos seleccionan los jugadores por el equipo donde hayan jugado en la NFL o CFL
- Para la tercera fase los jugadores que hayan jugado en un college que no está en ningún radio de las franquicias de la AAF y no haya jugado ni en la NFL o la CFL tiene la oportunidad de firmar con cualquier franquicia de la AAF.
- Los QB son elegidos en un ‘Protect or Pick’ draft, en el cual un equipo decide si quieren proteger un QB que se les ha asignado por su región. Si un equipo elige proteger, nombran al jugador que están protegiendo como su primera selección en el draft. Si deciden elegir, tiene que esperar a que todos los demás equipos hayan tomado su decisión. Una vez que cada equipo toma su decisión, los equipos que eligieron no proteger a un jugador hacen su selección, en el orden del draft y con el resto de QB no protegidos independientemente de la región. El draft del QB estará compuesto por cuatro rondas ".

## Normativa
Las transmisiones no contarán con descansos para la televisión y un 60 por ciento menos de anuncios. El objetivo de la liga es que los partidos tengan una duración aproximada de juego en tiempo real de 150 minutos, frente a poco más de 180 de la NFL.
No habrá posibilidad de anotar un punto extra después de cada touchdown, por lo que todos los equipos deben intentar conversiones de dos puntos.
No habrá kickoffs, por lo que al inicio de las mitades, al inicio de las prórrogas o al arranque de juego tras una anotación, comenzarán en la propia línea de 25 yardas de cada equipo, al igual que los touchbacks en la NFL y la NCAA.
No habrá onside kick, un equipo puede mantener la posesión de la pelota al intentar una jugada de juego desde su propia línea de 35 yardas y ganar al menos 12 yardas.
El reloj de juego durará sólo 35 segundos, 5 segundos menos que en la NFL.
Los dos challenge de los head coah por equipo son las únicas repeticiones, no habrá challenge de en los últimos dos minutos de la mitad ni en ningún período de tiempo extra.
Los protocolos de seguridad de la cabeza serán organizados por organizaciones externas.

## Estructura de la temporada

### Temporada regular
Durante la temporada regular (de febrero a abril) los equipos disputarán 10 jornadas y los juegos se celebran los sábados y domingos. La estructura básica que determina los emparejamientos y sistema de competición entre equipos opera del siguiente modo:
Cada equipo juega dos veces con los tres rivales de su conferencia (6 partidos, 3 de ellos en casa y otros 3 fuera).
Además, juega también una vez contra los cuatro equipos de la otra conferencia (4 partidos, 2 de ellos en casa y otros 2 fuera).
Al final de la temporada cada equipo jugará 10 partidos (6 de su conferencia y 4 de la otra) en 10 semanas sin semanas de descanso como tiene la NFL.

### Playoffs por el título
La postemporada (conocida también como “Playoffs”) constaría de dos jornadas adicionales al cierre de la temporada regular, en donde juegan los dos mejores equipos de cada conferencia. Los campeones de cada conferencia se enfrentarían en la final, cuyas dos primeras se disputarían en el estadio Sam Boyd en Las Vegas, que era planeada la primera de ellas para el fin de semana del 26 al 28 de abril de 2019.

## Negocio
La liga al igual que la NFL, operará como una sola entidad, con todos los equipos de propiedad y operados por la liga. El nombre de la empresa será Legendary Field Exhibitions LLC..Algunos de los inversores en la AAF son Peter Thiel's Founders Fund, The Chernin Group (que posee Barstool Sports), Jared Allen, Slow Ventures, Adrian Fenty, Charles King's M Ventures y Keith Rabois.
MGM Resorts International realizó una inversión en la plataforma tecnológica AAF y realizó un acuerdo de patrocinio de tres años para convertirse en el patrocinador oficial de apuestas deportivas de la liga y en un socio exclusivo para los juegos. El acuerdo marca la primera vez que una organización deportiva vende derechos exclusivos de apuestas a una casa de apuestas.
La liga también está planeando bonos para jugadores y becas, las bonificaciones de los jugadores se basarán en el rendimiento y la interacción de los aficionados. Los jugadores obtendrían una beca de un año en educación postsecundaria por cada temporada de juego y obtendrán contratos no garantizados de tres años por un valor de $ 250,000 más un seguro de salud con una cláusula de escape para ir a la NFL.

## Ejecutivos y Junta directiva

### Ejecutivos
- Charlie Ebersol: cofundador y CEO
- Bill Polian: cofundador y jefe de fútbol[14]
- Troy Polamalu: jefe de relaciones con los jugadores[1]
- J.K. McKay: jefe de operaciones de football[14]
- Tom Veit: Jefe de Operaciones Comerciales[31]
- Hines Ward: Ejecutivo de relaciones con jugadores[14]
- Jared Allen: ejecutivo de relaciones con jugadores e inversor[14]
- Justin Tuck: miembro de la Junta de Asesores de Participaciones de Jugadores[14]

### Junta directiva
- Dick Ebersol[14]
- Keith Rabois[32]

## Televisión
Como parte de su formación, la AAF anunció acuerdos de transmisión con CBS Sports. La CBS retransmitirá dos partidos el día inaugural a nivel regional y el partido por el campeonato. CBS Sports Network retransmitirá al menos un juego por semana y uno de los partidos de playoff. Además de las estaciones locales, TNT emitirá dos juegos por temporada (una de la temporada regular y un juego de playoff) mientras que NFL Network transmite dos juegos semanales. La aplicación móvil de la liga ofrecerá transmisión en vivo de todos los juegos, así como también juegos fantasy integrados, mientras que Turner B / R Live transmitirá un juego por semana.